# Florence Matomela
 (février 2024).
La mise en forme du texte ne suit pas les recommandations de Wikipédia : il faut le « wikifier ».
Les points d'amélioration suivants sont les cas les plus fréquents. Le détail des points à revoir est peut-être précisé sur la page de discussion.
- Les titres sont pré-formatés par le logiciel. Ils ne sont ni en capitales, ni en gras.
- Le texte ne doit pas être écrit en capitales (les noms de famille non plus), ni en gras, ni en italique, ni en « petit »…
- Le gras n'est utilisé que pour surligner le titre de l'article dans l'introduction, une seule fois.
- L'italique est rarement utilisé : mots en langue étrangère, titres d'œuvres, noms de bateaux, etc.
- Les citations ne sont pas en italique mais en corps de texte normal. Elles sont entourées par des guillemets français : « et ».
- Les listes à puces sont à éviter, des paragraphes rédigés étant largement préférés. Les tableaux sont à réserver à la présentation de données structurées (résultats, etc.).
- Les appels de note de bas de page (petits chiffres en exposant, introduits par l'outil «  Source ») sont à placer entre la fin de phrase et le point final[comme ça].
- Les liens internes (vers d'autres articles de Wikipédia) sont à choisir avec parcimonie. Créez des liens vers des articles approfondissant le sujet. Les termes génériques sans rapport avec le sujet sont à éviter, ainsi que les répétitions de liens vers un même terme.
- Les liens externes sont à placer uniquement dans une section « Liens externes », à la fin de l'article. Ces liens sont à choisir avec parcimonie suivant les règles définies. Si un lien sert de source à l'article, son insertion dans le texte est à faire par les notes de bas de page.
- La présentation des références doit suivre les conventions bibliographiques. Il est recommandé d'utiliser les modèles {{Ouvrage}}, {{Chapitre}}, {{Article}}, {{Lien web}} et/ou {{Bibliographie}}. Le mode d'édition visuel peut mettre en forme automatiquement les références.
- Insérer une infobox (cadre d'informations à droite) n'est pas obligatoire pour parachever la mise en page.

Pour une aide détaillée, merci de consulter Aide:Wikification.
Si vous pensez que ces points ont été résolus, vous pouvez retirer ce bandeau et améliorer la mise en forme d'un autre article.
Florence Matomela, OLG (1910-1969) est une enseignante et une militante sud-africaine membre du Congrès national africain (ANC) qui participa à la Campagne de défiance de 1952 pour protester contre la nouvelle réglementation des Lois sur les passeports intérieurs prises dans le cadre de l'Apartheid. Plusieurs fois incarcérée pour désobéissance civile, elle fut l'une des 156 personnes inculpées dans le cadre du procès de la trahison.
Florence Matomela a également été l'organisatrice provinciale de la Ligue des femmes du Congrès national africain (ANCWL) et vice-présidente de la Fédération des femmes sud-africaines (FEDSAW) au milieu des années 1950.

## Jeunesse
Florence Matomela est née en 1910. Elle a élevé cinq enfants tout en travaillant comme enseignante dans les zones rurales du Cap-Oriental. Elle a également passé du temps dans le township de New Brighton.

## Activisme rural
Le militantisme des femmes comme Matomela, dans les zones rurales, était souvent négligé, mais les femmes des districts de Herschel et Qumbu, au Cap-Oriental, ont joué un rôle très important dans le militantisme.
En raison du nombre croissant d’hommes qui émigrent des zones rurales du Cap-Oriental, de nombreuses femmes se sont retrouvées sans ressources suffisantes pour subvenir à leurs besoins et à ceux de leurs enfants. Les femmes vendaient leurs surplus de produits comme le sorgho, le maïs et le blé aux commerçants pour tenter d'acheter leurs besoins de base. Les femmes étaient pour la plupart insatisfaites du traitement qu'elles recevaient de la part de ces commerçants, car il y avait peu de réglementation du commerce dans ces communautés agricoles.
Ces conditions ont conduit à un boycott total des magasins commerciaux en 1922, dirigé par des membres de la communauté comme Annie Sodyiyo. L'arrestation des femmes de la communauté a accru leur solidarité et, finalement, les commerçants ont accepté de réguler les prix. Matomela a côtoyé dès son plus jeune âge des militantes féministes. Cet environnement a contribué à faire par la suite de Florence Matomela une politicienne influente.

## Carrière politique
Florence Matomela a été l'une des premières femmes à se porter volontaires lors de la Campagne de défiance de 1952. Les mesures de contrôle des flux plus strictes et les lois adoptées en vertu de la Loi modifiant les lois sur les autochtones, mises en œuvre en 1952, ont érigé en infraction le fait pour tout Africain noir de se trouver dans une zone urbaine pendant plus de 72 heures sans les documents nécessaires.
Les seules femmes autorisées à vivre dans les townships étaient les épouses et les filles célibataires d'hommes titulaires d'un permis. Pour la première fois, les femmes devaient porter des ouvrages de référence.
L'ouvrage de référence comprenait l'identité des titulaires, leur emploi, leur lieu de résidence légale, le paiement des impôts et, le cas échéant, l'autorisation de se trouver dans les zones urbaines. De nombreuses femmes s’y opposaient, car cela les priverait de leur liberté de mouvement.
Les protestations ont commencé lorsque la nouvelle de la nouvelle législation a été divulguée à la presse. Après cela, des réglementations de contrôle des afflux ont été mises en œuvre à Port Elizabeth. Florence Matomela a été à la tête d'une manifestation qui a abouti à l'incendie de livrets. Ce qui en fait l'un des premiers actes de la Campagne de défiance dans le Cap-Oriental.
Florence Matomela, aux côtés de Frances Baard, Hilda Tshaka, Talita Chaba et Christina_Jasson (en), a joué un rôle majeur dans l'organisation de la Campagne de défiance à New Brighton, Port Elizabeth. Ils ont organisé de nombreuses réunions de masse. Des informateurs de la police ont assisté à ces réunions et ont rapporté que Matomela était l'un des orateurs les plus efficaces et les plus militants de New Brighton. 
Florence Matomela a souvent appelé les femmes et autres volontaires à rejoindre le Congrès national africain (ANC), et a attiré de nombreux membres en tant que figure dirigeante de l'ANC à l'époque. Le 26 juin 1952, elle et d'autres militants organisèrent une réunion de masse au centre civique de New Brighton. Ils ont quitté le centre civique tôt le matin pour une manifestation. Ils prévoyaient d'entrer dans la section « réservée aux Européens » de la gare de New Brighton. Des sergents de police les attendaient à 5 heures du matin. Florence Matomela et 34 autres militants ont été arrêtés à Port Elizabeth en raison de leur participation à la campagne Defiance.
En raison de son implication dans la campagne, elle a passé six semaines en prison pour désobéissance civile. Elle a ensuite été de nouveau jugée par les dirigeants du Cap et condamnée à neuf mois de prison avec sursis. Matomela était l'organisatrice provinciale de la Ligue des femmes du Congrès national africain (ANCWL) et vice-présidente de la Fédération des femmes sud-africaines (FEDSAW) au milieu des années 1950. Lorsque Florence Matomela était présidente de la branche du Cap-Oriental de l'ANCWL, elle a rencontré Frances Baard, qui était une dirigeante du Syndicat des travailleurs de l'alimentation et de la conserve (FCWU), et Ray Alexander, qui était le secrétaire général du FCWU à Port Elisabeth. Ensemble, elles ont convoqué une réunion pour discuter des possibilités de créer une organisation nationale de femmes.
Il n'existe aucun compte rendu officiel de la réunion, mais Ray Alexander a déclaré qu'environ 40 femmes y ont participé. FEDSAW a été lancé le 17 avril 1954. Elle a aidé à organiser la marche des femmes de 1956 vers les bâtiments de l'Union. 
Elle était l'une des 156 personnes inculpées dans le cadre du procès de la trahison, mais ses accusations ont ensuite été abandonnées. Il lui a été interdit de se trouver à Port Elizabeth en 1962. 
Elle a été condamnée à une peine de cinq ans de prison pour avoir favorisé les objectifs de l'ANC interdit. 
En raison des mauvais soins de santé en prison, sa santé s'est détériorée et elle a parfois été privée de ses injections d'insuline en tant que personne diabétique . Elle a été libérée de prison en 1968 après avoir appris que son mari était décédé trois ans auparavant sans qu'elle en soit informée. Matomela a de nouveau été interdite de séjour et est décédée sous les ordres d'interdiction en 1969 à l'âge de 59 ans.

## Honneurs
Les bureaux régionaux de l'ANC à Port Elizabeth, au Cap oriental, s'appellent Florence Matomela House. L'artiste Nombulelo Dassie a créé une sculpture de Florence Matomela . Une exposition d'un an organisée par Nomabaso Bedeshe a eu lieu au Red Location Museum en l'honneur de Florence Matomela, Nontuthuzelo Mabala, Veronica Sobukwe, Lilian Diedricks et Nosipho Dastile . L'exposition comprenait les biographies et les photographies des cinq femmes.

## Voir également
- Boycott des brasseries
- Lilian Ngoyi